# Это же я
«Это же я» — песня, написанная российской певицей МакSим. Композиция была издана, как третий официальный сингл, с её четвёртого альбома «Другая реальность». Премьера песни состоялась в конце 2011 года. В качестве сингла композиция была выпущена 4 сентября 2012 года.

## Предыстория и релиз
Слова и музыку песни МакSим написала самостоятельно.
В конце 2011 года певица представила акустическую версию песни на презентации, посвященной официальному открытию нового музыкального сервиса Facebook совместно с Яндекс. Музыка, где исполнительница выступила в качестве хедлайнера мероприятия. Впервые песню МакSим исполнила на своем сольном концерте в Crocus City Hall 12 февраля 2012 года. Премьера песни состоялась 21 декабря 2011 года на канале ELLO (хостинг YouTube). 4 сентября 2012 года композиция была выпущена в качестве сингла через систему TopHit.
Как сказала сама певица, «„Это же я“ эмоционально можно отнести к прошлой личной жизни, но это не автобиографическая песня, она посвящена небольшой сказке в моей голове, которую я сама и придумала».
В 2013 году МакSим представляла Россию на международном вокальном интерактивном конкурсе OGAE Song Contest с песней «Это же я».
В декабре 2016 года певица выпустила автобиографичную книгу с таким же названием.

## Видеоклип
В поддержку песни певица презентовала видеоклип, который был снят специально для показа в интернете. Режиссёром видео выступил Вадим Шатров. В основу сюжета клипа легла классическая история взаимоотношений Ромео и Джульетты, рассказанная на современный лад. Помимо нового визуального решения, певица использовала и новую, отличную от оригинальной версии песни аранжировку.

Мне нравится экспериментировать, искать, работать с новыми людьми — так рождается творчество. Это видео я сама воспринимаю именно как новый опыт, новый образ — может быть, несколько откровенный, но это правильная и близкая мне откровенность.— МакSим
Премьера клипа состоялась 28 июня 2012 года. По состоянию на август 2016 года на YouTube видео посмотрели более 1,3 млн человек.

## Список композиций
- Цифровой сингл[7]

| №  | Название                  | Автор(ы)         | Длительность |
| -- | ------------------------- | ---------------- | ------------ |
| 1. | «Это же я»                | Марина Максимова | 3:20         |
| 2. | «Это же я» (версия клипа) | Марина Максимова | 3:30         |

- Радиосингл[8]

| №  | Название   | Автор(ы)         | Длительность |
| -- | ---------- | ---------------- | ------------ |
| 1. | «Это же я» | Марина Максимова | 3:30         |

- Альбомная версия

| №  | Название   | Автор(ы)         | Длительность |
| -- | ---------- | ---------------- | ------------ |
| 1. | «Это же я» | Марина Максимова | 3:30         |

## Реакция критики
Критики дали песне положительные оценки. По словам Алексея Мажаева из Intermedia, «песня возвращают поклонникам откровенную и трогательную Максим, но на новом уровне».
На сайте газеты Коммерсантъ посчитали, что «„Это же я“ — блюз, а местами чуть ли не эйсид-джаз. Однако поэтический настрой певицы не потерял привлекательности для впечатлительных дев: „Встречи со мной запрещённые, я твоя не прощённая“».

## Чарты и рейтинги
| Страна/территория (Чарт)      | Высшая позиция |
| ----------------------------- | -------------- |
| Tophit Общий Топ-100          | 170            |
| Tophit Топ-100 по заявкам     | 54             |
| Tophit Российский Топ-100     | 484            |
| Красная звезда. Видеочарт     | 47             |
| Красная звезда. Народный чарт | 91             |

| Страна/территория (Чарт)    | Высшая позиция |
| --------------------------- | -------------- |
| Tophit Топ-100 по заявкам   | 83             |
| Красная звезда. Видеочарт   | 59             |
| Красная звезда. Чарт продаж | 69             |

### Квартальные чарты
| Страна/территория (Чарт)  | Высшая позиция |
| ------------------------- | -------------- |
| Красная звезда. Видеочарт | 78             |

## История релиза
| Регион        | Дата            | Формат               | Лейбл        |
| ------------- | --------------- | -------------------- | ------------ |
| СНГ           | 4 сентября 2012 | Радиоротация         | Gala Records |
| Страны iTunes | 10 декабря 2012 | Цифровая дистрибуция | Gala Records |